# Nuevos Ministerios (métro de Madrid)
Ne doit pas être confondu avec Nuevos Ministerios.
Nuevos Ministerios est un pôle d'échanges comprenant une station des lignes 6, 8 et 10 du métro et une station des chemins de fer de banlieue de Madrid, en Espagne.